# Ohrrausch
Ohrrausch war eine österreichische Band, die 2000 gegründet wurde und sich im selben Jahr auflöste. Der Stil der Band verband Elemente des Hip-Hop mit Popmusik. Mitglieder der Band waren bekannte Personen aus der österreichischen Musikszene Roman Gregory, Georgij Makazaria und Máté Kamarás. Der Name der Band ist eine Anspielung an die Farbe Orange.

## Werdegang
Bekannt wurde die Gruppe durch den Song Siegerstraße, den sie zur Sendung Taxi Orange als Soundtrack spendeten. Der Song landete auf Platz zwei in den Ö3 Austria Top 40, Platz 17 in den österreichischen Jahrescharts und wurde mit Gold ausgezeichnet.
Der zweite Song Hallo Taxi, der ebenfalls für die Reality-Show gedacht war, konnte es auch in die Charts schaffen.
Schon im Gründungsjahr wurde die Gruppe aufgelöst.